# Lotta Engberg
Lotta Engberg, švedska pevka, * 5. marec 1963, Överkalix, Švedska.

## Albumi
- Fyra Bugg & en Coca Cola (1987)
- Fyra Bugg & en Coca Cola och andra hits (2003)
- Kvinna & man (Lotta Engberg & Jarl Carlsson), 2005)
- Världens bästa lotta (2006)
- Jul hos mig (2009)
- Lotta & Christer (2012, Lotta Engberg & Christer Sjögren)